# Nematus fahraei
Nematus fahraei är en stekelart som beskrevs av Thomson 1862. Nematus fahraei ingår i släktet Nematus, och familjen bladsteklar. Arten är reproducerande i Sverige.